# NK Bunjevac Gavran Krivi Put
NK Bunjevac - Gavran je nogometni klub iz Krivog Puta. 
Nogometni klub Bunjevac Gavran trenutačno se natječe u 1. ŽNL Ličko-senjskoj.
Predsjednik kluba je Marko Prpić.